# روي وينسور
روي وينسور (بالإنجليزية: Roy Winsor)‏ (13 أبريل 1912، شيكاغو في الولايات المتحدة - 31 مايو 1987، نيويورك في الولايات المتحدة)؛ كاتب سيناريو، منتج أفلام وروائي أمريكي.

## روابط خارجية
- روي وينسور على موقع IMDb (الإنجليزية)
- روي وينسور على موقع قاعدة بيانات الفيلم (الإنجليزية)